# 산리쿠 지진해일
산리쿠 지진해일(일본어: 三陸津波, さんりくつなみ)이란 일본 도호쿠 지방 태평양 해역에서 일어나는 지진 중에서도 특히 산리쿠 지방에 지진 해일을 일으키는 지진을 의미한다. 일본 근해에서 일어나는 지진 외에도, 환태평양 지역에서 일어난 지진 중 일본 산리쿠에도 영향을 준 거대지진도 이에 해당한다. 산리쿠 지진해일 중에서도 산리쿠 해역 지진인 경우를 산리쿠 지역 지진해일(일본어: 三陸地震津波)이라 한다.
다음은 산리쿠 지진 해일의 목록이다.
- 1611년 12월 2일 게이초 산리쿠 해역 지진 (M8.9?)
- 1896년 6월 15일 메이지 산리쿠 해역 지진 (M8.2-8.5)
- 1933년 3월 3일 쇼와 산리쿠 해역 지진 (M8.1)
- 1960년 5월 23일(KST 기준, 칠레 현지 시각 기준 22일) 1960년 발디비아 지진. 5월 24일(KST 기준) 일본 산리쿠에 피해를 주었다.
- 2011년 3월 11일 도호쿠 지방 태평양 해역 지진 (M9.1)

## 같이 보기
- 산리쿠 해역 지진